# Ришармениль
Ришармени́ль (фр. Richardménil) — коммуна во французском департаменте Мёрт и Мозель, региона Лотарингия. Относится к кантону Сен-Николя-де-Пор.

## География
Ришармениль расположен в 12 км к югу от Нанси. Соседние коммуны: Меревиль на западе, Мессен на северо-западе, Людр на севере, Флавиньи-сюр-Мозель на юге.

## История
Во время войны 1812 года здесь останавливалась лагерем армия Наполеона, отступающая из России.

## Демография
Население коммуны на 2010 год составляло 95 человек.
| 1962 | 1968 | 1975 | 1982 | 1990 | 1999 | 2010 |
| ---- | ---- | ---- | ---- | ---- | ---- | ---- |
| 524  | 628  | 1104 | 2479 | 3040 | 2885 | 2487 |